# Samuel Schindler

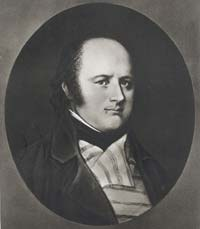
Porträt von Samuel Schindler

Samuel Schindler (* 17. November 1762 in Mollis; † 1. November 1830 in Hard; heimatberechtigt in Mollis) war ein Schweizer Textilfabrikant.
Nach Ausbildung und Tätigkeit als Weber gründete er 1820 einen Webkeller im Toggenburg und erweiterte 1825 zusammen mit seinen Söhnen Friedrich und Dietrich sowie seinem Schwiegersohn Melchior Jenny zum Unternehmen «Jenny & Schindler»: Sie kauften am Bodensee in Hard eine stillgelegte Druckerei und richteten darin eine Türkischrotfärberei und eine Druckerei ein.
In der Folge expandierte das Unternehmen mit Standorten in Hard und Kennelbach zu einem der grössten der Vorarlberger Textilindustrie.
Samuel Schindler war im Kanton Glarus Chorrichter, Schatzvogt und Ratsherr.
Sein Enkel war der Textilindustrielle und Ständeratspräsident Othmar Blumer.